# Andirá EC
Andirá Esporte Clube – brazylijski klub piłkarski z siedzibą w mieście Rio Branco leżącym w stanie Acre.

## Osiągnięcia
- Mistrzostwo stanu Acre do lat 17: 2002

## Historia
Klub Andirá założony został 1 listopada 1964 roku i gra obecnie w pierwszej lidze stanowej Campeonato Acreano.